# Мяндуха (месторождение)
Месторождение Мяндуха — одно из крупнейших базальтовых месторождений на территории России. Расположено в Плесецком районе Архангельской области.

## Географическое положение
Месторождение Мяндуха является частью одноимённого участка недр площадью 269,62 га на юго-восточной оконечности Ветреного пояса. Участок представляет собой возвышенность (205 м) со сглаженной вершиной — гору Мяндуха. Наименьшая абсолютная отметка поверхности месторождения — 110 м.
Участок недр располагается на территории муниципального образования «Североонежское» Плесецкого района Архангельской области на левом берегу реки Онега. Ближайший населённый пункт — посёлок Североонежск — находится в 12 км к юго-востоку.
Мощность полезной толщи месторождения в среднем составляет 51,7 м. Для доступа к полезной толще необходимо провести вскрышные работы на глубину до 4,9 м.

## История освоения
Первые работы по освоению месторождения проводились в 1959 году. Детальная разведка была проведена в 1978—1981 годах Синегорской партией производственного геологического объединения «Архангельскгеология».
Первоначально разработкой месторождения занималось ЗАО «Карьер Северобазальт».
23 ноября 2010 года Правительством Архангельской области было издано распоряжение о выставлении участка недр на аукцион. Дата проведения аукциона была назначена на 24 января 2011 года. Победителем аукциона признано ОАО «Карьер Покровское», заявившее готовность уплатить 15,06 млн рублей за право пользования недрами.

## Характеристики месторождения
Результатами лабораторных и опытных полузаводских испытаний было установлено соответствие полезных ископаемых месторождения для производства щебня, бутового камня и минеральной ваты по следующим стандартам:
- ГОСТ 8267-75 «Щебень из естественного камня для строительных работ» марок 1000—1400;
- ГОСТ 7392-78 «Щебень из естественного камня для балластного слоя железнодорожного пути»;
- ГОСТ 9128-76 «Смеси асфальтобетонные дорожные, аэродромные и асфальтобетон»;
- ГОСТ 10268-80 «Бетон тяжелый. Технические требования к заполнителям»;
- ГОСТ 22132-76 «Камень бутовый»;
- ГОСТ 4640-76 «Вата минеральная».

| Дата учёта            | Категория | Категория | Категория | Всего    |
| Дата учёта            | A         | B         | C         | Всего    |
| --------------------- | --------- | --------- | --------- | -------- |
| на 1 января 1982 года | 21 716    | 37 427    | 85 158    | 144 301  |
| на 1 января 2010 года | ▼21 031   | 37 427    | 85 158    | ▼143 616 |